# Ferenc Hirzer
Ferenc Hirzer, ungarisch Ferenc Híres (* 21. November 1902 in Budapest, Österreich-Ungarn; † 28. April 1957 in Trient, Italien), war ein ungarischer Fußballspieler und späterer -trainer.

## Karriere
Ferenc Hirzer begann seine Fußballkarriere beim Budapester Eisenbahnersportverein Törekvés SE. Die Mannschaft erreichte in den frühen 1920er Jahren regelmäßig Endplätze in der oberen Tabellenhälfte der ungarischen Liga, konnte aber den arrivierten Vereinen, insbesondere dem zu dieser Zeit dominierenden MTK Budapest, nicht gefährlich werden. Hirzer gelang es jedoch auch als Spieler eines kleineren Klubs, auf sich aufmerksam zu machen, und debütierte im Juni 1922 in der Nationalmannschaft im Spiel gegen die Schweiz.
Im Jahr 1923 verließ er seinen Stammklub und wechselte in die Tschechoslowakei zum jüdischen Verein Makkabi Brünn. Zwar war Hirzer kein Jude, jedoch hatte der Makkabi zu dieser Zeit auch immer wieder nichtjüdische Spieler verpflichtet, wenn er sich davon eine Erhöhung der Spielstärke versprach – eine Personalpolitik, die sehr umstritten war und schließlich auch zum Ausschluss des Vereins aus dem jüdischen Verband führte. Auch während seiner Zeit in Brünn wurde Hirzer weiter in die Nationalmannschaft berufen und stand in der Mannschaft, die zu den Olympischen Sommerspielen 1924 nach Paris entsandt wurde. Im ersten Spiel gelangen Hirzer zwei Tore beim 5:0 gegen Polen, in der zweiten Runde kam es jedoch zum überraschenden Ausscheiden gegen Ägypten.
Nachdem er bereits im Frühjahr 1924 mit dem Makkabi auf Tournee in Norddeutschland war und dort auch ein Spiel gegen Union 03 Altona ausgetragen wurde, wechselte er im Sommer dieses Jahres nach Altona. Auch in Deutschland wusste er zu überzeugen; die lokale Presse meinte: „Der ungarische Wunderknabe ist ein Fußball-Phänomen; so eines hatten wir noch nie in Hamburg.“ Mit Union gelang in der Saison 1924/25 der zweite Platz in der norddeutschen Liga, Elbekreis. Während dieser Saison wurde er auch einmal in die norddeutsche Auswahl einberufen.
Nach nur einem Jahr verließ Hirzer Altona Richtung Süden. Juventus Turin hatte Mitte der zwanziger Jahre mit Jenő Károly einen ungarischen Trainer, der mit József Viola bereits einen ehemaligen Törekvés-Spieler nach Turin geholt hatte und jetzt auch Hirzer verpflichten wollte. Versuche des ungarischen Verbands, den Wechsel zu unterbinden, um Hirzer auch weiterhin in der Nationalmannschaft einzusetzen, blieben erfolglos, und im Oktober 1925 debütierte der Ungar im Spiel gegen den AC Parma und erzielt dabei drei Tore. Im Verlauf der Saison gelangen ihm insgesamt 35 Tore in 26 Spielen, und Juventus holte den Meistertitel im Finale gegen Alba Rom. Die Marke von 35 Toren wurde seither in der höchsten italienischen Spielklasse nur ein einziges Mal übertroffen, nämlich von Gino Rossetti, der in der Saison 1928/29 36 Tore für den FBC Turin erzielte. Aufgrund seiner Schnelligkeit erhielt Hirzer in Italien den Beinamen „Gazelle“. In der Folgesaison gelangen ihm 15 Tore in 17 Spielen, Juventus belegte den dritten Platz in der Finalrunde.
Ab 1927 durften in der italienischen Fußballmeisterschaft nur mehr Spieler italienischer Abstammung eingesetzt werden, was Hirzer dazu zwang, Juventus zu verlassen. Er kehrte nach Ungarn zurück und schloss sich dem nunmehr Hungária FC Budapest genannten MTK an. In fünf Saisonen schoss er 68 Meisterschaftstore, holte den Meistertitel 1929 und den Pokalsieg 1932. Im Mitropapokal 1927 erreichte er mit Hungária das Halbfinale, wo die Ungarn wegen des unberechtigten Einsatzes von Kálmán Konrád disqualifiziert wurden. Er spielte auch wieder für das ungarische Nationalteam, mit dem er auch den Europapokal der Fußball-Nationalmannschaften 1927 bis 1930 bestritt, wo er fünf Tore erzielte. Sein letztes Spiel für Ungarn absolvierte er im Mai 1932 gegen Italien. Insgesamt kam er auf 33 Länderspiele, in denen er 14 Tore schoss.
Im Jahr 1932 verließ Hirzer Hungária und war zunächst ein Jahr beim FC Young Fellows Zürich, danach zwei Jahre für den französischen Zweitligisten US Servannaise-Malouine tätig. Seine aktive Karriere ließ er schließlich in der Heimat bei III. Kerület Budapest ausklingen.
Danach kehrte Hirzer 1935 nach Italien zurück und arbeitete als Trainer bei einer Reihe unterklassiger Vereine, darunter Mantova Sportiva, US Salernitana und Anconitana-Bianchi. Seine letzte Trainerstation war Mitte der fünfziger Jahre die AC Trento.

## Erfolge
- 1 × Mitropapokal-Halbfinale: 1927
- 1 × Italienischer Meister: 1925/26
- 1 × Ungarischer Meister: 1928/29
- 1 × Ungarischer Pokalsieger: 1931/32
- 1 × italienischer Torschützenkönig: 1925/26
- 33 Spiele und 14 Tore für die Ungarische Fußballnationalmannschaft